# Ministère Magouille
Ministère Magouille est un groupe de rock français, originaire de Rennes, en Bretagne. Pendant 22 ans d'existence, de sa formation en 1997 à sa séparation en 2019, le groupe compte cinq albums, un coffret CD-DVD, et plus de 2 000 concerts joués.

## Biographie
Le groupe formé en mai 1997 à Rennes, et surtout reconnu pour ses prestations scéniques, alliant une musique résolument rock et humour parodique. Leur devise est : « Laisse tes soucis à l'entrée , mets ton sourire sous ton 'ti nez 7. Chaque membre possède un surnom : Bertrand Bouessay est surnommé Le Premier ministre, François Athimon « Le Ministre de la guitare », Christophe Boisseau « Le Ministre de la batterie » et Yann Moroux « Le Ministre de la basse ». En 1998, le groupe sort son premier album, intitulé Peaud'vin et d'saoul d'table.
En 2000, le groupe devient lauréat des Tremplin Révélations. Cette même année, le groupe enregistre un nouvel album, intitulé Mais c'est ça les vacances, au studio Ferber à Paris avec Ismet Mered et René Ameline. L'année 2002 assiste à l'arrivée de leur troisième album, En campagne. En 2003, les membres du groupe décident de créer un spectacle jeune public, baptisé le M.J.M (Ministère de la Jeunesse et de la Magouille). Ce nouveau « ministère » donne naissance à deux spectacles : Écoute ta mère et mange ton short, et Ensemble, Unissez-moi !.
En 2005, ils sortent leur quatrième album, Et les gants, suivi par un coffret CD-DVD baptisé 10Zan de magouille pour fêter leur dix ans d'existence, bien que le groupe ait été formé en 1997. En 2011, ils publient leur dernier album, Notoriété. Le 27 avril 2013, ils jouent au Sabot d'Or de Saint-Gilles. Entre le 23 et le 24 mai 2017, ils donnent un concert familial baptisé Écoute ta mère et mange ton short, un hommage au morceau homonyme.
En 2018, le groupe annonce sa séparation après 22 ans de scène, chaque membre voulant s'occuper de ses projets personnels artistiques,. « Je vais monter une boîte de production dans le coin », confie Christophe Boisseau. Le groupe s'essoufflait. « Nous avons planché six mois sur la création d'un nouveau spectacle mais rien n’est sorti. Nous avons préféré choisir la fin plutôt qu’elle nous choisisse ! » explique-t-il. Cette séparation prendra effet l'année suivante, en 2019, après un ultime concert.

## Membres
- Bertrand Bouessay — chant, guitare, accordéon
- François Athimon — chant, guitare
- Christophe Boisseau — batterie
- Yann Moroux — basse, chant
- 6sOu — technicien son

## Discographie
- 1998 : Peaud'vin et d'saoul d'table (Productions Schmoulbrouk) (album)
- 2000 : Mais c'est ça les vacances (Productions Schmoulbrouk, distribution Kérig) (album)
- 2002 : En campagne (Productions Schmoulbrouk, distribution Avel'Ouest) (album)
- 2005 : Et les gants (Productions Schmoulbrouk, distribution Avel'Ouest) (album)
- 2008 : 10Zan de magouille (Productions le MJM, distribution Avel'Ouest) (coffret DVD-CD)
- 2011 : Notoriété (Armada Productions, L'Autre Distribution) (album)